# طليا (بعلبك)
طلية هي إحدى القرى اللبنانية من قرى قضاء بعلبك في محافظة بعلبك الهرمل.

## المعلومات الجغرافية
- المسافة من بيروت: 73 كلم.
- الارتفاع عن سطح البحر: 1030م.
- المساحة: 769 هكتار

## السكان
- عدد السكان في طليا: 1215 ساكن.

## الزراعة في البلدة
وتشتهر هذه البلدة بزراعة الكرمة والفاكهة على أنواعها، بالإضافة إلى زراعة البطاطا بشكل خاص والخضروات بشكل عام. يعد سهل بلدة طليا/الخضر من أكبر السهول الزراعية في محيطها، ويعتمد اهالي البلدة بأغلبهم على الزراعة، مع كل ما يعانيه القطاع الزراعي في لبنان من ماساه.